# چوکورکیشلا (توفان بی‌لی)
چوکورکیشلا (به ترکی استانبولی: Çukurkışla) یک منطقهٔ مسکونی در ترکیه است که در توفانبیلی واقع شده‌است.